# 作家主義
作家主義（さっかしゅぎ、仏: Politique des auteurs）は、 映画を、美術、音楽、文学などの芸術作品にはそれぞれ「美術作家（画家、彫刻家等）」、「作曲家」、「小説家」という個人作業の表現主体が存在するように、映画監督（作家）による個人の表現手段、表現物と見なすべきだとする考え、主張をもった「カイエ・デュ・シネマ」の映画批評理論である。したがって「作家主義」の考え方によれば、「映画」における表現主体は、出演している俳優やシナリオ・脚本やその他スタッフなどではなく、映画監督という名の唯一の個性を有した「作家」個人のみだということになる。この語、およびこの政策は、「カイエ・デュ・シネマ」初代編集長アンドレ・バザンの考えとアレクサンドル・アストリュックの「カメラ＝万年筆」（1948年）とを映画評論の思想的源泉に、1958年から1963年間の評論家の撮った映画の運動であるヌーヴェルヴァーグ前夜の1955年2月、映画作家デビュー（短編）直後の評論家フランソワ・トリュフォーが、「カイエ」誌上に『アリババと「作家主義」』（Ali Baba et la "Politique des Auteurs）を書いたことから始まる。トリュフォーは「良質の伝統」と「作家の映画」を対立させ、「作家の映画」を支持する考え方を「作家主義」とした。
(ヌーヴェルヴァーグという語自体は1957年のジャーナリストが雑誌記事で特集を組んだのが始まりである。)
またそれに先行する1954年1月、同誌に掲載された『フランス映画のある種の傾向』という論文において、トリュフォーは、脚本ユニット「オーランシュ＝ボスト」を「作家の映画」と相容れない「脚本家の映画」、「良質の伝統」の推進者だとして、脚本創作を徹底的に排撃し、否定している。「カイエ」の批評家たちは「作家主義」を支持し、自分たちのことを「ヒッチコック＝ホークス主義者」と称していた。二人の職人監督は文学性などとはなんの関係もない純粋な娯楽映画作りに徹することで、逆に、真の映画表現の本質をきわめてしまったとし、どんな映像作品にもまぎれもない刻印をしるす映画監督こそが「作家」の名に値すると考えた。
同様に、フランスの監督ではサシャ・ギトリやマルセル・パニョルという「国民的映画監督」の「作家性」を認め、再評価した。
作家主義はディレクター・システムとアート・フィルムのイデオロギーであり、映画政策の補助金の対象、主要な映画祭の主催者側や映画評論家の好む映画的傾向となっている反面、ディレクター・システムは現実には零落しプロデューサー・システムへ移行しており、いわゆる作家主義映画は興行市場における業績は往々にして芳しくなく、作家を自称する監督個人の独善に終わりやすい。

## 関連事項
- 演出
- 映画監督
- 個人主義
- 個人崇拝
- 映像作家
- 評論
- 商業主義